# Mrs Hudson

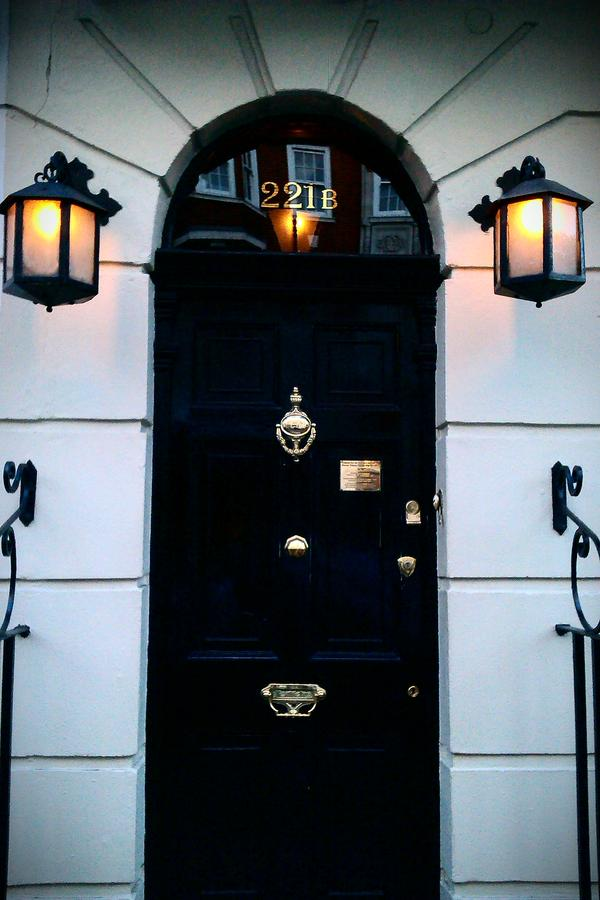
Baker Street 221b.

Mrs Hudson är hyresvärdinna på Baker Street 221b, där Sherlock Holmes och dr Watson är bosatta i sir Arthur Conan Doyles detektivhistorier.

## Karaktär och beskrivning
Hon beskrivs av dr Watson som duktig på matlagning. Holmes omnämner henne vid ett tillfälle som skotska. Hon är en kvinna som vill hålla huset välstädat och rent och som av denna anledning ofta klagar på Sherlock Holmes. Hennes förnamn är okänt, men eventuellt kan hon vara samma person som kallas för Martha i novellen "His Last Bow" (som utspelar sig 1914).
Hon är en kvinna i övre medelåldern.

## I andra medier
Mrs Hudson har figurerat i en mängd olika filmatiseringar av Sherlock Holmes-berättelserna. Internet Movie Database listade i september 2017 inte mindre än 102 olika produktioner.
I början av 1980-talet gjorde en fri bearbetning i fabeldjursform av Conan Doyles berättelser, i form av en animerad TV-serie med titeln Meitantei Holmes (svensk titel: Sherlock Hund). I produktionen, som utfördes i Japan med italiensk medverkan, är Mrs Hudson en ung änka. Hon framställs som en hund, i likhet många av de andra rollfigurerna.